# 1985年の奇跡
『1985年の奇跡』（せんきゅうひゃくはちじゅうごねんのきせき）は五十嵐貴久著の小説である。双葉社刊。
1985年を舞台に校則と成績を至上する東京の小金井公園高校の弱小野球部が一人の天才球児が転校したことを機に甲子園出場を目指したことから成長し、その後一つの“奇跡”を起こすまでを描いた青春小説。

## ストーリー
1985年、東京でガチガチに制限された小金井公園高校野球部9人はおニャン子クラブに熱中し、部活に励むことなく遊びに感ける日々を送っていた。
だがある時、キャプテン・岡村浩司の中学時代の友人で天才プレーヤーの沢渡俊一が小金井公園高校に転校してきた。肩を故障したという沢渡を入部させた野球部だが、ひょんなことから沢渡の肩が治っていたことを知り、甲子園出場が現実になるかもという期待を抱く。そして沢渡は地区予選1回戦から強豪校を降し、順調に勝ち進んでいく。
だが沢渡にはある秘密が隠されていた。野球部は準決勝の相手である墨山高校に沢渡の秘密を突いた卑劣なやり方で勝利を逃してしまう。そして学校側にもその事実は知れ渡り、沢渡が野球部を退部し、野球部は2学期までの活動禁止という形で事態に決着をつけた。
だが、このままでいいのかという思いと墨山に勝ちたいという思いが、野球部を動かした。野球部達は沢渡を再び招き、マネージャーの金沢真美が通う私立西園寺女子学院のソフトボール部の協力を得ながら一夏の猛特訓に励んでいく。
そして2学期が始まり、秋の地区予選。そこで野球部達はある一つの奇跡を起こしていく。

## 登場人物

### 小金井公園高校
岡村浩司
主人公で語り手。ショートで6番。小金井公園高校キャプテン（但しジャンケンで負けて押し付けられた）。夕やけニャンニャンが好き。沢渡とは中学時代の同級生で、一緒の野球部にいた。二年F組出席番号七番。
沢渡俊一
神奈川の名門、海南高校へ進んだが、訳があり小金井公園高校に転校してきた。ピッチャー。岡村や安藤とは中学時代の同級生。野球に関する小技をよく知る。夕ニャンでは福永が好きだが、批判されている。
金沢真美
私立西園寺女子学院の生徒。ババ店の前でひったくりに襲われ、沢渡に助けてもらい、それ以来小金井公園高校野球部の女子マネージャーとなる。容姿端麗で、周りの男のやる気を引き出すほど。
中川善彦
小金井公園高校の校長。54歳。もともとは八王子市の都立高校で辣腕を振るっていたらしく、その実績を買われて小金井公園高校に着任。着任時は副教頭だったが、上司の事故や退職により校長まで昇進。小金井公園高校を有名な進学校にする為、校則やシステムを変えていった。生徒からは“悪魔のキューピー”と言われている。背が小さく、整髪料のにおいがきつい。
片村至
岡村のいる二年F組の担任で、野球部の顧問。美術教師で、キャッチボールもまともにできない。この高校で唯一生徒を管理しない先生として生徒からはいい評判を受ける。気が弱く、職員会議などでは絶対に意見を言わない。
神保亨
キャッチャー。通称：カンサイ。中学まで関西におり、関西弁を喋る。何にでも興味を持ち、沢渡の家ではドンキーコングにはまる。仲間を思いやる一面もある。夕ニャンでは国生派で、ピッチャーのカズと対立している。阪神タイガースファン。
池田和義
ピッチャー（沢渡が入る時はセカンド）。通称：カズ。一応野球部エースとなっているが、0勝で取ったアウトの数より、打たれたヒットの数の方が多い。夕ニャンでは新田派で、キャッチャーのカンサイと対立する。校内男子人気ランキングでは9位。野球部唯一の童貞喪失者。
安藤豊
ファースト。通称：アンドレ。身長180センチ、体重120キロの巨体で、大相撲の二子山部屋からスカウトが来た事もある。優しい性格で、虫も殺せないほど穏やかである。アニメなどが好きで、夕ニャンなど女の子には興味がない。
飯塚博史
サード。通称：イートン。手先が器用で、野球も沢渡の次に上手い。マジック研究会からも一目置かれる器用さで、部室の一角には東急ハンズのマジック用品が山積みである。岡村と沢渡とは一緒の中学。
鴨下譲二
セカンド（但し沢渡がピッチャーとして入る時はベンチ）。通称：鴨。生意気な一年生。父親は不動産屋の社長、母親はニッポン放送社員というとても裕福な家庭である。夕ニャンの日は彼の家で見ている。
小田三兄弟（おださんきょうだい）
外野。上から裕一郎、裕二郎、里志。三人共肩が弱い。一年生。上の二人は4月に生まれた双子だが、末っ子の里志は11ヶ月遅れて3月に生まれている。
加藤昌史
二年F組のクラス委員であり、放送部の部長。顔がでかい。副委員長の川原真紀と付き合っている。
二年F組の生徒
バスケットボール部の岩井、サッカー部の岸井、軽音楽部の船津など、二年生の有名人や、運動部系の主な連中がいる。
高野聖子
西園寺女子学院の生徒で、生徒会長・強豪ソフトボール部のキャプテンを務める。金沢真美とはいとこの関係。男顔負けの体とハードボイルドな性格の持ち主である。

## 書誌情報
- （双葉社、2003年） ISBN 4-575-23472-9
- （双葉文庫、2006年） ISBN 4-575-51076-9